# カイ・カヘレ
カイアリ・カヘレ(Kaialiʻi Kahele, 1974年3月28日 - )は、アメリカ合衆国・ハワイ州出身の政治家、教育者、パイロット、民主党員。
2021年からアメリカ合衆国下院議員を務めている。カヘレはハワイ州成立以降、2例目となるハワイ先住民系議員である。

## 経歴・人物
1974年3月28日、カヘレはハワイ島のサウス・コナ地区ミロリイのハワイ先住民の一家に生まれた。ヒロ高等学校を卒業後、ハワイ・コミュニティーカレッジで学び、1988年にハワイ大学マノア校で教育学の学士号を取得した。

### パイロット
カヘレは軍と民間の両方でパイロットを務めている。
2001年からカヘレはハワイ空軍州兵に入隊した。2005年以降、イラクやアフガニスタンなどで軍務に付き、100以上の戦闘出撃と3000時間以上の飛行時間を記録している。これらの功績もあって、エア・メダルやメリトリアスサービスメダルなど多数の勲章を受章している。
また、ハワイアン航空でパイロットを務めている。

### ハワイ州上院議員
2016年2月16日、カヘレは父でハワイ州上院議員ギル・カヘレの死後、父の地盤を引き継いでハワイ州上院議員に任命された。2016年8月の民主党予備選挙では得票率57％で勝利し、11月の本戦でリバタリアン党のキンバリー・アリアノフを破った。2018年選挙では大勝を収めた。
カヘレは、再構築が必要だとしてハワイ大学システムの改革を目指し、2027年まで授業料を凍結するために2017年にSB1161を導入した。法案は前進しなかった。 Kaheleは2018年にSB2329を導入し、UHキャンパスでの授業料の削減を求めた。この法案は、大学の財政管理能力を低下させたとして批判されている。
2020年12月16日、カヘレはアメリカ下院議員に就任するためハワイ州上院を辞任した。

## アメリカ下院議員

### 選挙
2019年1月、カヘレはハワイ州第2選挙区からアメリカ下院議員に立候補すると発表した。現職のトゥルシー・ギャバード議員は2020年の大統領選挙への立候補を表明しており、10月25日、下院選挙への不出馬を表明した。カヘレは2020年8月8日の予備選挙で勝利し 、その後総選挙で勝利した。

### 政策・発言
カヘレは、1月6日の米国議会議事堂での襲撃事件に関して、ドナルド・トランプ大統領の2度の弾劾決議にいずれも賛成票を投じた。議会での演説で、カヘレは大統領を弾劾することに賛成し、トランプが暴動を扇動したことは、大統領就任宣誓に違反していると主張した。